# プラータチ
プラータチ（イタリア語: Plataci）は、イタリア共和国カラブリア州コゼンツァ県にある、人口約700人の基礎自治体（コムーネ）。

## 地理

### 位置・広がり

#### 隣接コムーネ
隣接するコムーネは以下の通り。
- アルビドーナ
- アレッサンドリア・デル・カッレット
- チェルキアーラ・ディ・カラーブリア
- トレビザッチェ
- ヴィッラピアーナ